# Berndt Rieger
Berndt Rieger (* 9. September 1962 in Wolfsberg/Kärnten) ist ein deutscher Mediziner und Schriftsteller.
Berndt Rieger ist promovierter Mediziner. Nach einem längeren USA-Aufenthalt ist er seit 2001 als Facharzt für innere Medizin und Naturheilkunde in Bamberg ansässig.
Berndt Rieger verfasst neben medizinischen Ratgebern erzählerische Werke, Gedichte und Buchrezensionen. 1990 nahm er am
Ingeborg-Bachmann-Wettbewerb in Klagenfurt teil. 1994 war er als Linzer Geschichtenschreiber Empfänger eines Stipendiums der Stadt Linz.
Der Schwerpunkt seiner Veröffentlichungen zu medizinischen Themen liegt auf alternativmedizinischen Behandlungsmethoden wie Homöopathie und Schüßler-Salzen.

## Werke
- mit Gernot Ragger: Doppelte Heimat. Klagenfurt 1990.
- Provokateure. Wolfsberg 1993.
- Blut. Klagenfurt 1995.
- Dornrose. Linz 1995.
- mit Heimo Toefferl: Vor Ort., Wolfsberg 1995.
- Engel, Klagenfurt 1996.
- Bamberg Nr. Sendenhorst 2001.
- Das Buch vom Schnarchen. Köln 2002.
- Homöopathische Schmerztherapie. Neckarsulm 2004.
- Psychologische Schüssler-Salz-Therapie. Neckarsulm 2004 (Japanische Übersetzung 2006)
- Die Schmerzmittel-Lüge. München 2004. (Übersetzungen: Tschechisch (2005), Niederländisch (2006), Russisch (2007))
- Traditionelle europäische Medizin. München 2005.
- mit Heidrun Rieger: Der Schüssler-Salze-Stufenplan für Ihr Kind. München 2005.
- Herzgesundheit. München 2006.
- Homöopathie für die Liebe. Stuttgart 2007.
- Homöopathie kurz & bündig. Stuttgart 2007.
- Die Schilddrüse. Balance für Körper und Seele. München 2007.
- Homöopathie: Das Praxisbuch. Stuttgart 2007.
- Naturheilkundliche Physiotherapie. Neuromedizin Verlag Bad Hersfeld 2009, ISBN 978-3-930926-22-0.
- Diagnose Hashimoto: Antworten zu Ursachen, Therapien, Ernährung. Herbig Verlag Stuttgart 2019, ISBN 978-3-7766-2857-9.